# Жуниньо Кишада
Вижте пояснителната страница за други личности с името Жуниньо.
Жунѝньо Кишада̀ (на португалски: Juninho Quixadá, роден като Педро Жулиао Азеведо Жуниор, Pedro Julião Azevedo Junior) е бразилски футболист, нападател. Роден е на 12 декември 1985 г. в град Сенадор Помпеу. От 20 юни 2011 г. е състезател на Лудогорец (Разград).

## Кариера
През периода 2010-2011 изиграва 41 мача с екипа на Атлетико Брагантино като отбелязва 14 гола. На 20 юни 2011 г. подписва договор с Лудогорец (Разград) .

### „Лудогорец"
Дебютира за „Лудогорец“ в първия кръг на А ПФГ за сезон 2011-12 г. срещу Локомотив (Пловдив). Отбелязва първия си гол за „Лудогорец“ в третия си мач срещу Видима-Раковски. През пролетния сезон на първенството 2011-2012 не играе поради операция от херния. През сезон 2014-2015 г. става голмайстор на „Лудогорец“ заедно с Върджил Мисиджан като двамата имат отбелязани по 10 гола. Дебютира за „Лудогорец-2“ в петия кръг на Б ПФГ за сезон 2015-16 г. с гол в срещата „Лудогорец-2“- „Септември“ (Симитли) 5-0 .

## Успехи

### „Лудогорец"
- Шампион на A ПФГ: 2011-12, 2012-13, 2013-14, 2014-2015, 2015-2016, 2016-2017
- Носител на купата на България: 2011-2012, 2013-14
- Носител на суперкупата на България: 2012, 2014